# Lawrence Kasdan
Lawrence Kasdan (Miami, 14 de gener de 1949) és un director i guionista estatunidenc. Es va fer famós per ser el guionista de les dues seqüeles de Star Wars, i per participar en la creació, juntament amb George Lucas i Steven Spielberg del personatge d'Indiana Jones, del qual va escriure el guió de la primera pel·lícula, A la recerca de l'arca perduda.

## Biografia
Després de guanyar fama com a guionista de la primera seqüela de la guerra de les galàxies, el 1981 Kasdan, escriuria el guió de la seva primera pel·lícula com a director, Body Heat, pel·lícula que va ser un èxit de crítica i de públic. En ella treballaven actors joves que es convertirien en estrelles de la dècada com William Hurt, Kathleen Turner, Mickey Rourke, així com el televisiu Ted Danson. El mateix 1981, també participaria juntament amb Steven Spielberg i George Lucas en la creació del personatge d'Indiana Jones, i participaria en el seu guió.
La seva següent pel·lícula com a director, de 1983 seria la pel·lícula Retrobament, una comèdia coral en la qual apareixien actors destacats com Tom Berenger, Jeff Goldblum, Glenn Close, Kevin Kline, i William Hurt, amb el qual ja havia treballat en la pel·lícula anterior. En aquesta pel·lícula apareixerà també Kevin Costner, al que convertiria en estrella en la seva següent pel·lícula, un western titulat Silverado, a més de Costner, en aquesta pel·lícula treballarien molts actors famosos i coneguts del moment com Kevin Kline, Scott Glenn, Danny Glover, Brian Dennehy, Rosanna Arquette o Jeff Goldblum. Silverado de 1985 va tornar a recollir un èxit comercial tot i que no va aconseguir l'objectiu de revitalitzar el Western que portava anys de mal borràs després del fracàs de La porta del cel de Michael Cimino. La crítica va considerar que la pel·lícula, tot i ser entretinguda, poc aportava al gènere i era més aviat una recopilació de westerns anteriors.
El 1988 adaptaria la novel·la d'Anne Tyler The Accidental Tourist, en aquesta pel·lícula tornaria a reunir a la parella protagonista de Foc en el cos, William Hurt i Kathleen Turner, al costat d'ells completava el triangle amorós Geena Davis, que guanyaria un Oscar a la millor actriu secundària per aquesta pel·lícula. El 1990 repeteix amb una comèdia coral T'estimaré fins que et mati on torna a treballar amb vells coneguts com a Kevin Kline o William Hurt i amb les que serien noves estelles com Keanu Reeves o el malaguanyat River Phoenix.
El 1991, realitzaria Grand Canyon, una pel·lícula coral, plena de grans interpretacions i de grans moments, la pel·lícula narra la història de diverses famílies de la ciutat de Los Angeles que es creuen constantment.
El 1994 Kasdan, tornaria a dirigir un western, Wyatt Earp, una ambiciosa pel·lícula protagonitzada per Kevin Costner que donava vida al famós xèrif, i que comptava amb un gran nombre d'estrelles, no obstant això, en aquesta ocasió la pel·lícula no està a l'altura de les expectatives, i el seu desmesurat metratge, la converteixen en una pel·lícula avorrida, si bé sempre es pot destacar la gran interpretació de Dennis Quaid en el paper de Doc Holliday.
Escarmentat del Western i de les superproduccions, la següent pel·lícula de Kasdan French Kiss seria una comèdia menor, encara que entretinguda, tornava a comptar amb Kevin Kline i l'aparellava amb Meg Ryan, actriu sempre eficaç en la comèdia romàntica.
Les seves dues últimes pel·lícules, Mumford i El caçador de somnis no han cobert les expectatives.
The Hollywood Reporter va informar el 20 de novembre de 2012 que Kasdan estava prop de tancar un acord per escriure i produir els episodis VIII i IX de la saga Star Wars juntament amb Simon Kinberg.

## Filmografia
| Any  | Títol                                          | Notes |
| ---- | ---------------------------------------------- | --- |
| 1980 | Star Wars episodi V: L'Imperi contraataca      | escriptor |
| 1981 | A la recerca de l'arca perduda                 | escriptor |
| 1981 | Foc en el cos (Body Heat)                      | escriptor, director |
| 1981 | Continental Divide                             | escriptor |
| 1983 | Star Wars episodi VI: El retorn del jedi       | escriptor |
| 1983 | The Big Chill                                  | escriptor, director Nominació − Oscar al millor guió original Nominació − Globus d'Or al millor guió Nominació − BAFTA al millor guió original |
| 1985 | Silverado                                      | escriptor, director |
| 1988 | El turista accidental (The Accidental Tourist) | escriptor, director Nominació − Oscar a la millor pel·lícula Nominació − Oscar al millor guió adaptat Nominació − BAFTA al millor guió adaptat |
| 1990 | T'estimo fins a la mort (I Love You Death)     | director |
| 1991 | Grand Canyon                                   | escriptor, director Os d'Or Nominació − Oscar al millor guió original Nominació − Globus d'Or al millor guió                                   |
| 1992 | El guardaespatlles                             | escriptor i productor |
| 1994 | Wyatt Earp                                     | escriptor i director |
| 1995 | French Kiss                                    | director |
| 1999 | Mumford                                        | escriptor i director Nominació − Conquilla d'Or                                                                                                |
| 2003 | El caçador de somnis (Dreamcatcher)            | escriptor i director |
| 2007 | In the Land of Women                           | escriptor i director |
| 2009 | Robotech                                       | escriptor |
| 2010 | Clash of the Titans                            | escriptor |
| 2010 | Time Share                                     | director |
| 2018 | Solo: A Star Wars Story                        | escriptor |